# Az-Zahira
Az-Zāhira (arabisch محافظة الظاهرة, DMG Muḥāfaẓat aẓ-Ẓāhira; auch Az-Zahirah) ist eines der elf Gouvernements, in die der Oman seit einer Gebietsreform im Jahre 2011 unterteilt ist. Seine Hauptstadt ist Ibri. Das Gouvernement unterteilt sich in drei Wilayat: Ibri, Yanqul und Dank.

## Geographische Lage
| Buraimi                                         | Schamal al-Batina                           | Dschanub al-Batina |
| Vereinigte Arabische Emirate (Emirat Abu Dhabi) | Kompassrose, die auf Nachbargemeinden zeigt | ad-Dachiliyya      |
| Saudi-Arabien (Provinz asch-Scharqiyya)         | al-Wusta                                    | al-Wusta           |